# Imi (rainha)

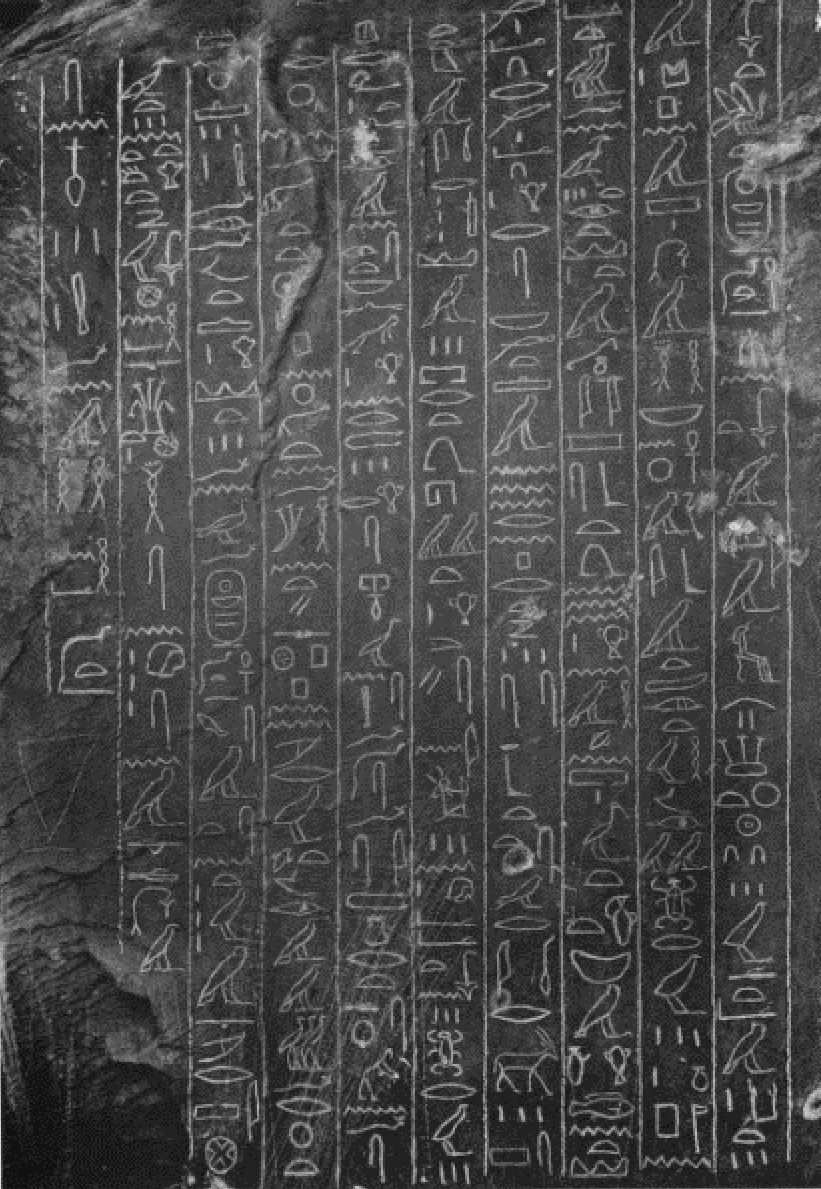
Inscrição de Uádi Hamamate mencionando Imi

Imi (J-m(j)) foi uma nobre senhora egípcia e, provavelmente, rainha da XI dinastia. Ela deve ser esposa do faraó Mentuotepe III, embora em nenhuma inscrição remanescente ela seja descrita como a Esposa do Rei.
Imi é conhecida por uma única inscrição preservada em Uádi Hamamate, na qual é chamada de Mãe do Rei Mentuotepe IV. Nenhum outro título é mencionado, o que põe em causa a relação que Imi e seu filho Mentuotepe IV podem ter tido com seu predecessor, o rei Mentuotepe III. No entanto, ele é geralmente considerado filho do último, tornando Imi a esposa (ou talvez uma simples concubina) do rei Mentuotepe III.